# Glen Murray
Glen Murray (26 de octubre de 1957 en Montreal, Quebec) es un político canadiense y abogado de cuestiones urbanas. Sirvió como alcalde de Winnipeg, Manitoba desde 1998 hasta 2004, y fue el primer alcalde abiertamente gay de una gran ciudad norteamericana. Posteriormente se trasladó a Toronto, Ontario, y fue elegido miembro de la Asamblea Legislativa de Ontario como miembro del Parlamento Provincial para el Centro de Toronto en 2010. En agosto de 2010, fue nombrado miembro del gabinete provincial como ministro de la Investigación y la Innovación. Murray fue reelegido en octubre de 2011, y nombrado Ministro de Capacitación, Colegios y Universidades. Murray dimitió del gabinete el 3 de noviembre de 2012, con el fin de presentarse como candidato en la elección de la dirección del Partido Liberal de Ontario en 2013.

## Biografía
Murray nació en Montreal, Quebec, hijo de padre irlandés y madre ucraniana. Aunque él declaró que no habla ucraniano, mantiene estrechos vínculos con la comunidad ucraniano-canadiense. Asistió al John Abbott College y a la Universidad Concordia. Antes de entrar en la política, él era activo en materia de derechos humanos y de la salud de la comunidad. Dirigió, con Margie Coghill, la exitosa campaña para incluir la orientación sexual en el Código de Derechos Humanos de Manitoba. Él ayudó a establecer la Clínica Village de Winnipeg, la primera basada en la integración comunitaria de la prevención, la atención y centro de tratamiento para el VIH/SIDA en Canadá. Posteriormente, fue nombrado Director en la Clínica de los programas de prevención y divulgación para personas que trabajan en la calle y gente sin hogar involucrados en un alto riesgo de infección por VIH. Fue miembro fundador de la Sociedad Canadiense de SIDA y trabajó como parte de un equipo a través de la Organización Mundial de la Salud que desarrolló una estrategia internacional para las iniciativas de prevención del VIH de entrega comunitaria y coordinó el trabajo de Organizaciones de Servicio para el SIDA. Una película documental de 1992, Una especie de familia (del inglés: A Kind of Family), siguió de cerca la relación de Murray con su hijo adoptivo, un niño de la calle de 17 años de edad. Murray vive en Toronto con su pareja Rick Neves.

## Carrera municipal

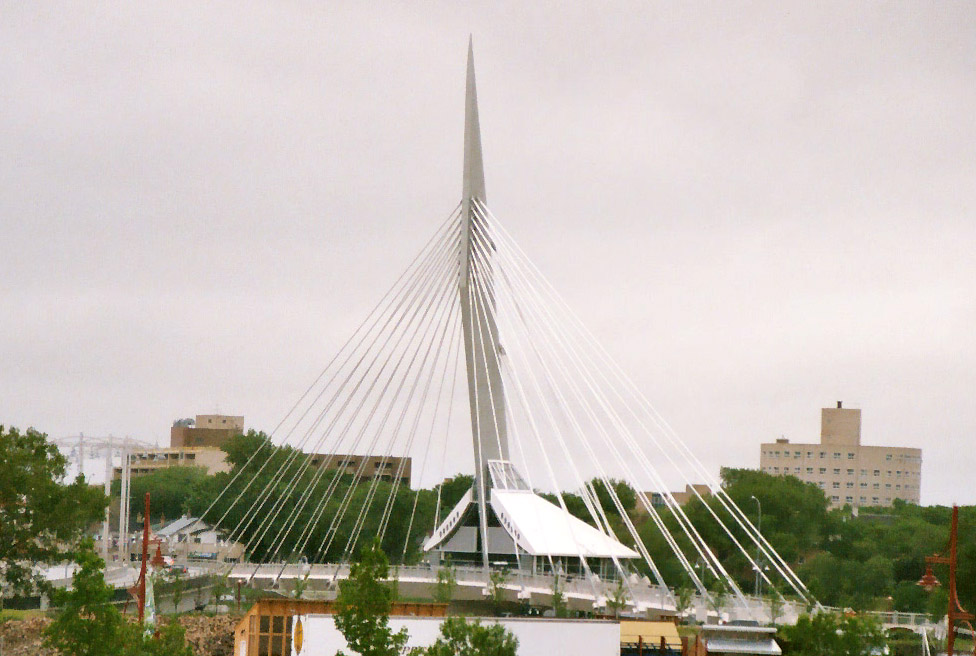
Puente de Winnepeg.

Murray entró en la elección municipal de 1989 de Winnipeg como candidato a concejal candidato de la «Alianza Winnipeg a los 90». Fue elegido concejal de la ciudad del Distrito de Fort Rouge en 1989 y luego reelegido dos veces. En las elecciones de 1995, derrotó a Terrence Halligan. Él presionó al gobierno provincial para crear un programa Municipal sobre la Propiedad de crédito para edificios del patrimonio, un programa que fue aprobado con el apoyo de todos los partidos en la legislatura de Manitoba.
En 1998, Murray dejó su cargo concejal para iniciar una campaña como candidato a alcalde de Winnipeg. Fue elegido alcalde el 28 de octubre de 1998, con el 50,5% de los votos en una carrera muy reñida contra el tendero Peter Kaufmann, quien recibió el 45% de los votos. Murray fue reelegido en el 2002 sobre el exconcejal Al Golden.
Eventos significativos ocurridos en Winnipeg durante la gestión de Murray incluyen los Juegos Panamericanos de 1999 y la Cumbre del C5, una iniciativa conjunta de los urbanistas Jane Jacobs y Allan Broadbent, quienes reunieron a los alcaldes de las cinco principales ciudades de Canadá. La Cumbre dio lugar a propuestas que las ciudades reciban flujos de ingresos nuevos y mejorados, en particular de los gobiernos federal y provincial. El esfuerzo para lograr este "New Deal" para las ciudades no tuvo éxito.
Murray ha trabajado en estrecha colaboración con las comunidades indígenas para proponer nuevos enfoques en temas como el empleo, la recreación y la seguridad pública. Formuló la Política Aborigen Urbana de la ciudad, Primeros pasos: Caminos Aborígenes Municipales. Esta era una manera de dar a conocer las situaciones que rodean a los aborígenes que viven en el entorno urbano de Winnipeg y crear accesibilidad a los servicios cívicos. Este marco de política representa el compromiso del gobierno civil para establecer una relación progresiva y constructiva con la comunidad aborigen. Desafíos culturales, demográficos y socioeconómicos se han abordado como una manera de fomentar la planificación urbana eficaz y asegurar el bienestar de los pueblos aborígenes.
Murray defendió la creación de la Casa Thunderbird en Winnipeg, que sirve como un lugar de curación y preservación cultural. Como muestra de agradecimiento, le fue entregada una pluma de águila por los líderes de las Primeras Naciones. La pluma de águila se erige como el más alto honor con gran significado cultural y espiritual.
En 2003, Murray participó en los días de cuidado por el United Way en Winnipeg mediante la financiación de un proyecto para construir una casa de juegos de interior.
Murray provocó un plan de revitalización para ayudar a crear más viviendas asequibles para los ciudadanos de ingresos bajos y moderados. El proyecto formaba parte de un panorama conceptual más amplio con el fin de ayudar a crear barrios cerrados seguros y vibrantes. Esta era una empresa conjunta entre la financiación pública y privada.
Debido a los esfuerzos de Murray en la preservación del centro histórico de Winnipeg y su fomento de un alto nivel y la creatividad en el diseño, Murray fue nombrado miembro honorario del Instituto Real de Arquitectura de Canadá en 2002.